# Salix blakii
Salix blakii es una especie de sauce perteneciente a la familia de las salicáceas. Es nativa del Suroeste de Asia.

## Descripción
Es un arbusto moderadamente alto o pequeño árbol con ramas de color marrón, glabras. Hojas pecioladas, con pecíolo de 1.5-7 mm de largo. La lámina de 4 a 8,5 cm x 10.3 mm, linear-lanceoladas a lineales, toda serrulada , punta aguda, estípulas subuladas, caducifolias. Con amentos que aparecen después de las hojas. El amento masculino con pedúnculo de 3-20 mm de largo. El amento femenino de 30-80 x 9-12 mm en la madurez. El fruto es una cápsula de 4-5 mm de largo, angostamente cónica, con pelos sedosos aplanados.

## Distribución
Se encuentra en Chitral, Mulkoh Gol, entre Nishko y Zindragram, a una altitud de 2000 metros, en Pakistán, Cachemira, Afganistán, Kazajistán, Tayikistán, Uzbekistán, Irán, China en (Xinjiang).

## Taxonomía
Salix blakii fue descrita por Rudolf Goerz y publicado en Repertorium Specierum Novarum Regni Vegetabilis 36(936–941): 31–32, en el año 1934.
Etimología
Salix: nombre genérico latino para el sauce, sus ramas y madera.
blakii: epíteto
Sinonimia
- Salix blakolgae Drobow
- Salix linearifolia E.L.Wolf[4]